# Doug Padilla
Douglas Padilla (* 4. Oktober 1956 in Oakland) ist ein ehemaliger US-amerikanischer Leichtathlet. Seine Disziplin waren Mittel- und Langstreckenläufe.

## Karriere
Doug Padilla besuchte die Brigham Young University in Provo, Utah, die er 1983 abschloss. Der bekennende Mormone nahm an den US-Studentenmeisterschaften teil, konnte jedoch keinen Titel erringen. Jedoch siegte er bei den US-Hallenmeisterschaften 1981 über 2 Meilen.
Nach seinem Studium konzentrierte sich Padilla auf die Langstrecken über 3000 und 5000 Meter. Über 5000 Meter wurde er viermal in Folge (1983 bis 1986) US-Meister.
International war er für seinen starken Endspurt bekannt. Bei den 1. Weltmeisterschaften 1983 in Helsinki belegte Padilla im Finale Rang 5. 1984 qualifizierte er sich mit dem Gewinn bei den US-Olympiaausscheidungen für die Olympischen Spiele 1984 in Los Angeles. Im Finale lief er auf Platz 7. 1985 konnte er den Weltcup über 5000 Meter gewinnen.
Nach seinem nationalen Titel 1986 kam Padilla in eine Formkrise. Immerhin konnte er sich aber für die 1. Hallenweltmeisterschaften 1987 in Indianapolis qualifizieren. Hier trat er über 3000 Meter an und belegte im Finale Rang 5. Auch für die Weltmeisterschaften 1987 in Rom konnte er sich über 5000 Meter qualifizieren, scheiterte jedoch schon im Vorlauf, in dem er nur auf dem achten Platz das Ziel erreichte. Bei den US-Olympiaausscheidungen für die Olympischen Spiele 1988 in Seoul scheiterte Doug Padilla.
Bei den Hallenweltmeisterschaften 1989 in Budapest verpasste er im Finale über 3000 Meter um nur 46 Hundertstelsekunden die Bronzemedaille. Sein letzter internationaler Auftritt war bei den Weltmeisterschaften 1991 in Tokio. Hier belegte er über 5000 Meter im Finale Platz 14.

## Weitere Tätigkeiten
Der Leichtathletik blieb Doug Padilla nach seinem Rückzug vom aktiven Leistungssport erhalten. Er war Mitbegründer des Utah High School Meet of Champions for Track and Field and Cross Country und der Utah Collegiate Track Championships. Heute arbeitet er als Leichtathletik-Administrator für seine alte Universität.

## Persönliche Bestzeiten
- Halle
  - 3000 Meter: 7:50,93 min (5. März 1989 in Budapest)
  - 2 Meilen: 8:15,02 min (16. Februar 1990 in Inglewood, Kalifornien)
- Stadion
  - 3000 Meter: 7:35,84 min (9. Juli 1983 in Oslo)
  - 5000 Meter: 13:23,56 min (11. August 1984 in Los Angeles, Kalifornien)